# Allée couverte de Lesconil
L'allée couverte de Lesconil, couramment nommée Ti-ar-c'horriquet, est une allée couverte datant du Néolithique final située sur la commune de Poullan-sur-Mer dans le département du Finistère en France.

## Historique
La première mention du monument est due à M. Halleguen mais la première description en est donnée par l'abbé Jean-Marie Abgrall qui y entreprend une première fouille en 1881. En 1891, Abgrall et Paul du Châtellier y mènent une seconde fouille plus complète. Le classement du site au titre des monuments historiques est demandé dès 1884 par du Châtellier mais celui-ci n'intervient que par un arrêté du 18 mars 1922 sur l'insistance du commandant Alfred Devoir et de Louis Capitan. Le monument est acquis par l'État au début des années 1970.

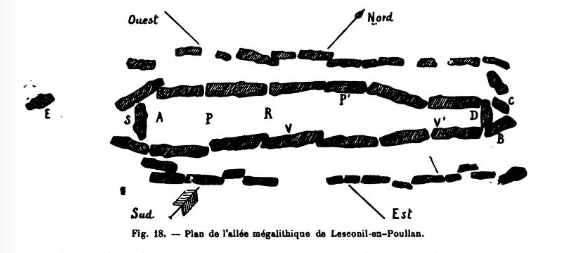
Plan dressé par Paul du Châtellier en 1895 :
E : pierre isolée
S : seuil de la galerie
A : extrémité de la galerie
P et P' : haches et percuteur en diorite
R : vase romain
V et V' : vases dits dolméniques
D : dalle de chevet constituant une cella terminale avec B et C.

## Architecture
Cet ensemble mégalithique a été édifié à 200 m au nord-est d'un point culminant de la bute, à environ 78 m d'altitude. Il est orienté au sud-ouest/nord-est. Il est délimité pare dix-huit orthostates : sept de chaque côté, deux obturant les extrémités et deux formant une cella terminale au nord-est. Il s'agit d'une allée couverte « arc-boutée » : les piliers délimitant l'édifice sont penchés les uns vers les autres et se touchent par leurs sommets, en l'absence de toute dalle de couverture en position horizontale. Selon les relevés effectués par du Châtellier, l'allée mesure 12,50 m de longueur pour une largeur moyenne de 2,15 m (mesurée à la base des piliers) et une hauteur sous voûte de 2,40 m. À environ 0,75 m de distance, l'ensemble est entouré par un péristalithe constitué de vingt-sept pierres (13 côté nord-ouest, 14 côté sud-est) constituant un contrefort, l'espace intermédiaire étant, à l'origine, comblé par un cairn. L'ensemble dessine un tumulus ovale de 14 m sur 5 m. Les dalles sont en granodiorite.
L'entrée de l'allée (point A du plan de du Châtellier) fut découverte comblée de pierrailles mais selon du Châtellier il pourrait s'agir d'un comblement bien ultérieur résultant de l'épierrement des champs voisins.

## Résultat des fouilles
Lors de sa première fouille effectuée en juillet 1881, l'abbé Abgrall découvrit une urne fabriquée au tour, remplie de restes incinérés qu'il data de la période gallo-romaine. Lors de la seconde fouille, en août 1891, Abgrall et du Châtellier découvrirent dans une couche d'argile jaune mêlée d'épaisses couches de cendre d'environ 0,25 m d'épaisseur, deux vases, l'un à fond rond, l'autre à fond plat (dits alors « dolméniques »), attribuables au Campaniforme, des fragments de poteries, une hache en diorite polie, une petite hache en fibrolite, un percuteur en diorite en partie poli, une pierre à concasser le blé, et une pointe de flèche en schiste ardoisier.

## Folklore
Son nom breton de Ti-ar-c'horriquet signifie la « maison des korrigans ». Ceux-ci se servent des tables du dolmen pour jouer aux palets ce qui explique la présence de nombreuses pierres dans les champs aux alentours.